# Eocencnemus vichrenkoi
Eocencnemus vichrenkoi — викопний вид дрібних стебельчасточеревних комах з роду Encyrtus (родина Encyrtidae). Виявлений в еоценовому рівненському бурштині (Україна, близько 40 млн років).

## Опис
Довжина тіла 1,5 мм. Мандибули 3-зубчаті. Основне забарвлення тіла чорне із сірувато-стальним блиском. Вид Eocencnemus vichrenkoi вперше описаний у 2006 році українським ентомологом Сергієм Анатолійовичем Сімутніком (Інститут зоології імені І. І. Шмальгаузена НАН України, Київ, Україна) і названий на честь вчителя біології Анатолія Сігнеєвича Вихренко. Від близького викопного виду Eocencnemus sugonjaevi Simutnik 2002 відрізняється відсутністю парапсідальних борозен (нотаулі) і коротшими постмаргінальними жилками.
Eocencnemus vichrenkoi — другий вид роду і 4-й викопний представник родини Encyrtidae після Encyrtus clavicornis Statz 1938 (середній олігоцен, 23—34 млн років, Німеччина), Eocencyrtus zerovae Simutnik 2001, Eocencnemus sugonjaevi Simutnik 2002, Eocencnemus vichrenkoi Simutnik 2006 (еоцен, 33—37 млн років, рівненський бурштин), Eocencnemus gedanicus Simutnik 2014 (балтійський бурштин).